# Brodolom
Brodolom je događaj izazvan uništenjem broda, na primer udarcem o nešto što bi izazvalo da potone, nezaobilaženjem stena, kopna ili peskovite podloge, ili uništenjem broda na moru izazvano opasnom klimom. Ujedinjene nacije su procenile da se na okeanskom dnu nalazi više od 3 miliona brodova koji su doživeli brodolom.